# Carl Sandburg Home National Historic Site
Le Carl Sandburg Home National Historic Site est un site historique national américain à Flat Rock, dans le comté de Henderson, en Caroline du Nord. Créé le 17 octobre 1968 et inscrit au Registre national des lieux historiques le même jour, il protège une maison ayant appartenu au poète, historien et écrivain Carl Sandburg classée National Historic Landmark dès le 23 mai 1968.